# Scottish Rite Temple (Mobile)
El Scottish Rite Temple, también conocido como The Temple Downtown, es un antiguo edificio masónico histórico en Mobile, Alabama (Estados Unidos). Fue construido para servir como lugar de reunión para el Rito Escocés Antiguo y Aceptado. El edificio fue diseñado por George Bigelow Rogers, un arquitecto local de Mobile que fue responsable del diseño de muchos de los edificios de la ciudad durante este período. La piedra angular se colocó el 30 de noviembre de 1921 y el edificio se completó en 1922. Es el único ejemplo intacto del estilo renacentista egipcio en Mobile. Fue incluido en el Registro Nacional de Lugares Históricos el 5 de enero de 1984. Fue vendido en 1996 a un ciudadano particular y reabierto como lugar para banquetes.

## Arquitectura
El Scottish Rite Temple se inspiró en la arquitectura del Antiguo Egipto, aunque se combinó de una manera única. Las fachadas de los edificios en los lados este y norte tienen la forma de pilones egipcios. Un antiguo pilón egipcio estaba formado por dos torres monumentales afiladas, cada una coronada por una cornisa y unidas por una sección menos elevada que contenía una puerta central que conducía a un templo. Una pared así es más ancha en la base que en la parte superior, con una pendiente que retrocede hacia arriba. 
La fachada sur del Scottish Rite Temple colinda con la propiedad adyacente. Tanto ella como la fachada posterior son de mampostería sencilla y no están afiadas. Las dos puertas de entrada, en las elaboradas fachadas este y norte, se inspiraron en la Puerta Bab el'Adb, también conocida como la Puerta de Ptolomeo III y Ptolomeo IV, en el Complejo del Templo de Karnak. La entrada este está flanqueada por un par de esfinges del escultor Allen W. Barr. El techo está coronado por dos obeliscos salientes que originalmente funcionaban como chimeneas.